# Abraham Gancwajch
Abraham Gancwajch (hebrejsky אברהם גנצוויך‎, Avraham Gancvojch; 1902 Čenstochová – 1943 Varšava) byl významným nacistickým kolaborantem ve varšavském ghettu během okupace Polska za druhé světové války a židovským šéfem podsvětí ghetta. Názory na jeho činnost v ghettu jsou rozporuplné, ačkoli moderní výzkumy dospěly k jednomyslnému závěru, že byl udavačem a kolaborantem motivovaným především osobními zájmy.

## Životopis
Narodil se v polské Čenstochové. V mládí se vyučil novinářem a redaktorem v Lodži a nakonec odešel z Polska do rakouské Vídně, kde pracoval jako reportér pro časopis Gerechtigkeit (doslova Spravedlnost), který vydávala Irene Harand. Z Vídně byl vyhoštěn někdy v letech 1936–1938 a vrátil se do Polska, kde si získal pověst učitele a sionistického novináře s řečnickými schopnostmi.
Po německé invazi do Polska se objevil ve Varšavě jako uprchlík z Lodže a jako osoba s kontakty na německou Sicherheitsdienst (SD). Nejprve se stal nacistickým kolaborantem jako vůdce organizace Ha-Šomer ha-ca'ir, která Němcům dodávala týdenní zprávy. V prosinci 1940 založil Skupinu 13, židovskou nacistickou kolaborantskou organizaci ve varšavském ghettu, kterou Jisra'el Gutman a Emanuel Ringelblum popsali jako „židovské gestapo“.
Věřil, že Němci válku vyhrají, a vyzval varšavské Židy, aby jim sloužili jako základní prostředek k přežití. V brožuře, která pobouřila obyvatele ghetta, hlásal kolaboraci s německými dobyvateli. Byl také zastáncem nacistického plánu Madagaskar, který měl v zámořské zemi vytvořit autonomní osadu pro všechny Židy pod ochranou Třetí říše. Adam Czerniaków, kterého se Gancwajch pokusil uzurpovat ve funkci předsedy Judenratu, se o něm ve svém deníku zmínil jako o „opovrženíhodném, ošklivém stvoření“. Janusz Korczak, který v ghettu vedl sirotčinec, na otázku, proč s ním jedná, odpověděl: „Uvidím samotného ďábla, abych zachránil své děti“.

## Závěrečné události a zmizení
Ve varšavském ghettu žil rozmařilým životem a různými způsoby vybíral od ostatních vysoké částky. Na druhé straně pomáhal chudým a umělcům. Všechny jeho iniciativy však ztroskotaly; například zřídil nemocnici se sanitkami, ale síť začala brzy sloužit především k pašování Skupině 13, která měla oficiálně bojovat proti černému trhu v ghettu. Poté, co Němci v roce 1943 zlikvidovali většinu Skupiny 13, se Gancwajch znovu objevil mimo ghetto na árijské straně ve Varšavě, kde spolu s dalšími členy své skupiny, vydávajícími se za židovské podzemní bojovníky, pátral po Polácích ukrývajících nebo jinak podporujících Židy. Byl také vůdcem nechvalně proslulé židovské skupiny Żagiew, kterou podporovalo gestapo. Je také známo, že se pokusil sabotovat pokusy o povstání ve varšavském ghettu. Židovská bojová organizace ho odsoudila k trestu smrti, ale nikdy se ho nepodařilo popravit. Jeho konečný osud zůstává neznámý.